# Lynn (Massachusetts)
Lynn é uma cidade localizada no condado de Essex no estado estadounidense de Massachusetts. No Censo de 2010 tinha uma população de 90.329 habitantes e uma densidade populacional de 2.578,84 pessoas por km².

## Geografia
Segundo a Departamento do Censo dos Estados Unidos, Lynn tem uma superfície total de 35.03 km², da qual 27.82 km² correspondem a terra firme e (20.58%) 7.21 km² é água. A cidade é conhecida por sua arte pública contemporânea, população internacional, arquitetura histórica, distrito cultural do centro, apartamentos estilo loft e parques públicos e espaços abertos, que incluem a Reserva de Lynn Shore à beira-mar; os 2.200 acres, criados por Frederick Law Olmsted, Lynn Woods Reservation; e a Reserva da Torre High Rock. Lynn também é o lar de Lynn Heritage State Park, a parte mais meridional do Essex Coastal Scenic Byway e do litoral, National Register -listed Diamante Historic District.

## Demografia
Segundo o censo de 2010, tinha 90.329 pessoas residindo em Lynn. A densidade populacional era de 2.578,84 hab./km². Dos 90.329 habitantes, Lynn estava composto pelo 57.59% brancos, o 12.78% eram afroamericanos, o 0.73% eram amerindios, o 6.97% eram asiáticos, o 0.09% eram insulares do Pacífico, o 16.83% eram de outras raças e o 5.02% pertenciam a duas ou mais raças. Do total da população o 32.12% eram hispanos ou latinos de qualquer raça(10,5% Dominicana, 6,3% Guatemalteca, 5,4% puertorriqueña, 2.8% Salvadoreña, 1,7% Mexicana, 0.6% Hondureña, 0,4% colombianos, 0.4% espanhóis, 0.2% peruano, 0,2% cubano).

## Educação

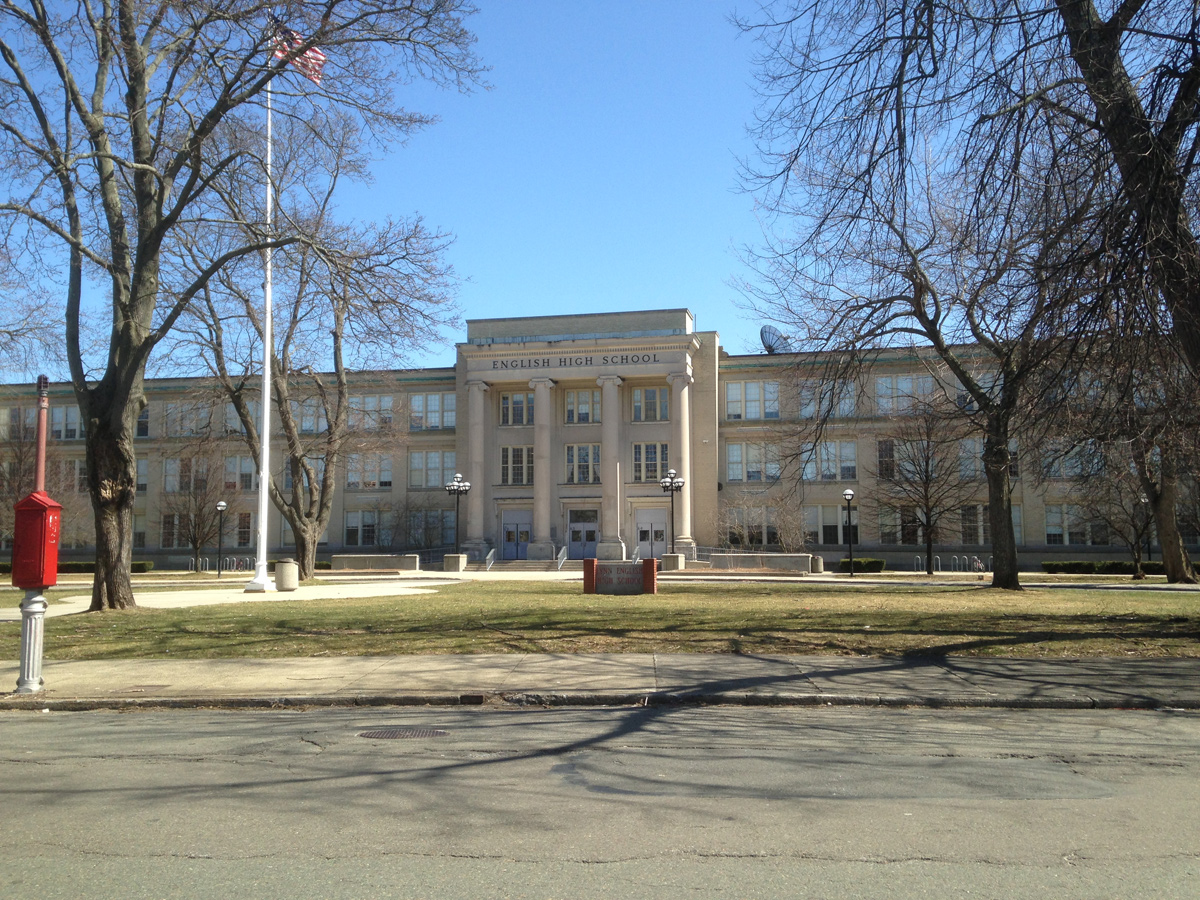
Lynn English High School (EM)

As Escolas Públicas de Lynn gere escolas públicas em Lynn.